# Meespitpit
De meespitpit (Xenodacnis parina) is een zangvogel uit de familie Thraupidae (tangaren).

## Verspreiding en leefgebied
Andes van zuidelijk Peru, op 3000 m tot 4600 m hoogte.